# A nyelvi ösztön
A nyelvi ösztön (The Language Instinct) Steven Pinker könyve (1994). Művében Pinker, a nemzetközi hírű pszichológiai szakíró, a kognitív fejlődéslélektan kutatója amellett érvel, hogy az ember veleszületett nyelvteremtő/nyelvelsajátító képességgel indul neki az életnek. A szerző támogatja Noam Chomsky elméletét, mely szerint az emberi nyelvekben számos bizonysága lelhető fel egy közös, univerzális grammatikának, szerkezetnek. Az utolsó fejezetben Pinker vitatkozik Chomskyval a tekintetben, hogy vajon az evolúció és a természetes kiválasztódás önmagukban elégségesek-e magyarázatul az ember veleszületett nyelvi kompetenciájára.

## A mű állításai
A nyelvi ösztön olyan felfogásmódot képvisel, mely a nyelvet alapvető pszichológiai képességnek tekinti. A nyelv nem kulturális termék, amit úgy tanulunk meg, mint a legtöbb alapvető emberi képességünket, mások és magunk állandó monitorozása útján. A nyelv sokkal inkább agyunk biológiai felépítésének elkülönült része, összetett, specializált készség, mely spontán módon, mindenféle erőfeszítés vagy tanítás nélkül fejlődik ki a gyerekekben. Használata során nem tudatosul a mögötte rejlő logika, minden egyénben minőségileg ugyanolyan, ugyanakkor különbözik azoktól az általánosabb képességektől, melyek segítségével az emberek az információt feldolgozzák. Ezen gondolatok alapján helyénvaló tehát a nyelvre egyfajta ösztönként tekinteni, hiszen a nyelv a Homo sapiens tekintetében olyan, mint bármely más állatfajnál egy ösztönös, csak az adott fajra jellemző viselkedés.
Ha a nyelvről az ösztön értelmében gondolkodunk, kiléphetünk a mindennapi gondolkodás korlátai közül. A nyelv ugyanis nem feltétlenül kulturális találmány, vagy a szimbólumhasználat képességének általános megnyilvánulása, hiszen egy kisgyermek is lehet nyelvhasználatában zseni, ugyanakkor teljes mértékben inkompetens a közlekedési táblák vagy a jelek tudományának más területein.
A nyelv működése nem tudatos; gondolataink természetesen, erőfeszítés nélkül jönnek ki a szánkon. Amikor mondatokat értünk meg, a szavak folyama átlátható, automatikus módon látunk át a mondat értelmén. Azonban próbáljunk csak meg egy számítógépet beprogramozni arra, hogy megértse nyelvünket, és a mindennapi nyelv máris más színben tűnik fel. A könnyedség, az átláthatóság, az automatikusság csak illúzió, mely nyelvünk hihetetlen gazdagságát, szépségét takarja el előlünk.
A nyelv ösztönként való felfogását először Charles Darwin fogalmazta meg 1871-ben. A tény, hogy a nyelv csupán az emberi fajt jellemzi, komoly kihívás volt számára. Darwin arra a megállapításra jutott, hogy a nyelvi képesség „ösztönös hajlam egy mesterség elsajátítására”, egyfajta terv, mely nem az ember különleges képessége, hanem más fajokra, például az éneket megtanuló madarakra is jellemző.
A nyelv ösztönön alapuló felfogása azok számára elfogadhatatlan, akik a nyelvet az emberi értelem csúcspontjának tekintik, és az ösztönökre csupán mint állati impulzusokra gondolnak. Darwin egyik követője, William James is megjegyezte, hogy az ösztönnel rendelkező élőlényeknek nem kell feltétlenül „végzetes automataként” cselekedniük. Szerinte az emberek rendelkeznek mindazokkal az ösztönökkel, mint az állatok, illetve még sok mással is, intelligenciánk pedig a sok egymással versenyző ösztön kölcsönhatásának eredménye. Valójában pedig az emberi gondolkodás ösztönszerű természete az, ami nagyon megnehezíti, hogy magát a gondolkodást ösztönnek tekintsük.
Századunkban a legismertebb érv nyelvünk ösztönszerű felfogásával kapcsolatban Noam Chomskytól származik. Az 1950-es években a társadalomtudományokat a behaviorizmus uralta. Az olyan mentális fogalmakat, mint „tudni”, „gondolkozni” tudománytalanságnak gondolták. Chomsky azonban két fontos tényre hívta fel a figyelmet a nyelvvel kapcsolatban. Először is arra, hogy minden egyes mondat, melyet kiejtünk, a szavak teljesen új kombinációjából jön létre. A nyelv ezért nem lehet egyszerűen a válaszok repertoárja. Az agyban kell lennie valamilyen programnak, mely véges számú szóból végtelen számú mondatot épít fel. Ezt a programot nevezzük mentális nyelvtannak.
A másik tény az, hogy a gyermekek nagyon gyorsan kifejlesztik magukban ezeket a bonyolult nyelvtanokat minden formális oktatás nélkül, és miközben nőnek, következetes módon értelmezik a teljesen új, korábban nem hallott mondatokat. Ezért a gyerekeknek már születésükkor rendelkezniük kell egy tervvel, mely minden egyes emberi nyelv nyelvtanára érvényes, az Univerzális Grammatikával, mely segít nekik abban, hogyan lehet szüleik beszédéből kivonni anyanyelvük mondattani mintázatait.
A kutatások során Chomsky és más nyelvészek létrehozták a mentális grammatika elméletét, mely az egyes emberek nyelvének nyelvtanát határozza meg, valamint az Univerzális Grammatika elméletét, mely az egyes nyelvek grammatikája mögött húzódik meg.

## A könyvről
- összegyűjtött recenziók

recenziók:
- Pszichológia Online
- Debrecen Online, Nyelvi lelemények[halott link]

## A könyvből
- 1. fejezet – Ösztön egy mesterség elsajátítására
- további könyvrészletek

## Magyarul
- A nyelvi ösztön. Hogyan hozza létre az elme a nyelvet?; ford. Bocz András; Typotex, Budapest, 1999 (Test és lélek)
- A nyelvi ösztön. Hogyan hozza létre az elme a nyelvet?, ford. Bocz András; 2., jav. kiad.; Typotex, Budapest, 2006, ISBN 963-9664-04-9